# リーランド・ハリソン

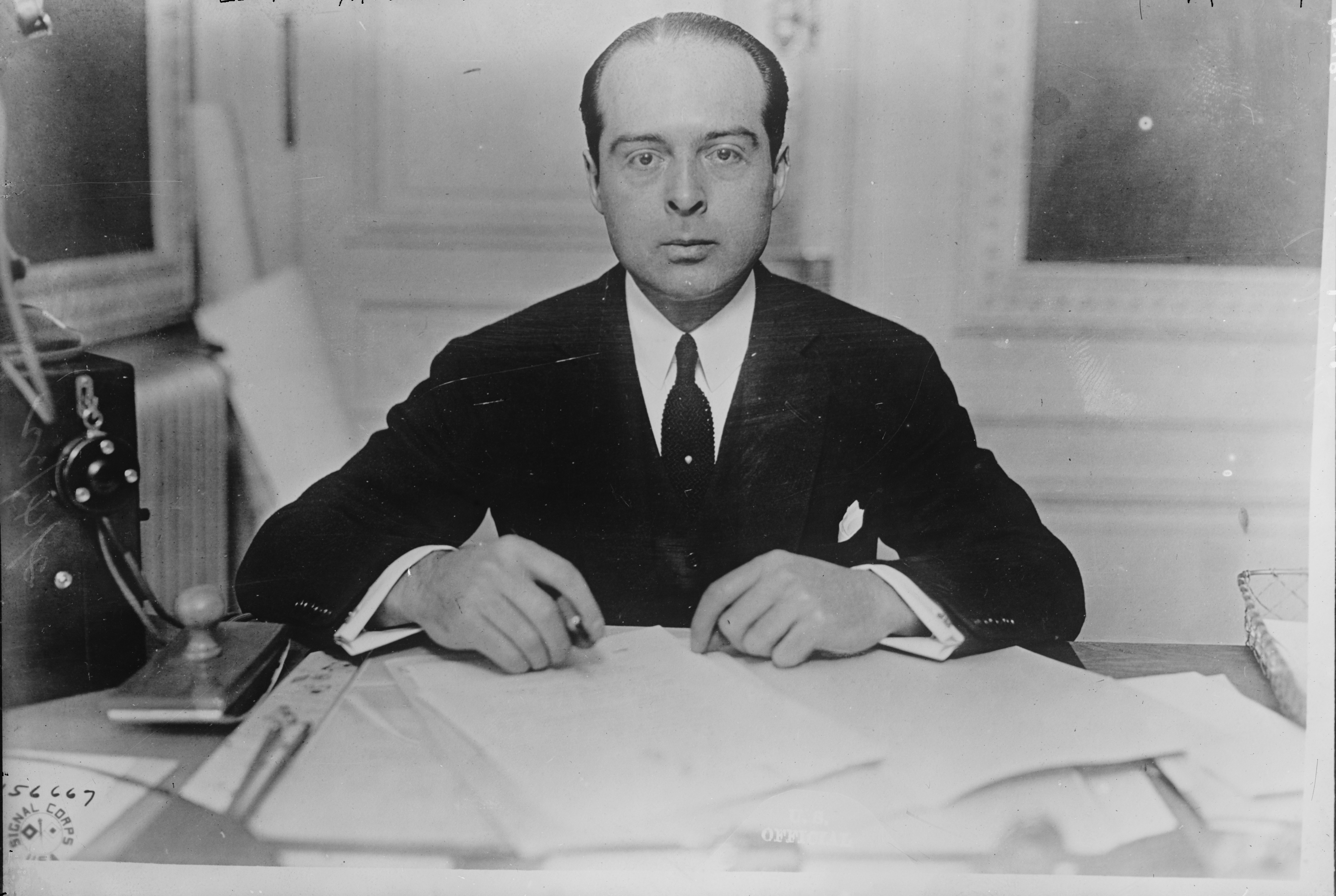
リーランド・ハリソン

リーランド・ハリソン（Leland Harrison, 1883年4月25日 - 1951年6月6日）は、アメリカ合衆国の外交官。1922年から1927年まで第32代アメリカ合衆国国務次官補を務めた。

## 生涯
1883年4月25日、ハリソンはニューヨーク州ニューヨークにおいてW・ヘンリー・ハリソン (W.Henry Harrison) とヘレン・スキッドモア (Helen Skidmore) の息子として誕生した。ハリソンは国務省に入省し、外交部に所属した。
1922年3月31日、ハリソンは国務次官補に任命された。ハリソンは1924年7月1日に外務職員法 (43 Stat. 146) が施行され国務次官補の定員が4人に拡大した後も継続して国務次官補を務め、1927年4月1日まで同職を務めた。1927年5月31日、ハリソンは駐スウェーデン公使に任命された。ハリソンは1929年11月11日まで同職を務めた。1930年4月11日、ハリソンは駐ウルグアイ公使に任命された。ハリソンは1930年10月9日まで同職を務めた。1935年7月24日、ハリソンは駐ルーマニア公使に任命された。ハリソンは1937年9月3日まで同職を務めた。1937年9月10日、ハリソンは駐スイス公使に任命された。ハリソンは1947年10月14日まで同職を務めた。
ハリソンは1925年6月27日にアン・C・コールマン (Anne C. Coleman) と結婚した。1951年6月6日、ハリソンはワシントンD.C.で死去した。ハリソンの遺体はペンシルベニア州フィラデルフィアの聖小ヤコブ教会墓地に埋葬された。